# Masacre del pozo Funeres
La masacre del pozo Funeres (en asturiano, Pozu Funeres) fue un conjunto de ejecuciones extrajudiciales de personas sospechosas de colaborar con la guerrilla antifranquista por parte de falangistas y agentes de la Guardia Civil, entre marzo y abril de 1948. Las víctimas fueron nueve militantes y parientes de militantes de izquierda, que fueron asesinados al pie de una sima de la sierra de Peñamayor, conocida como el pozo Funeres, en Laviana, y arrojadas a la cavidad.

## Antecedentes

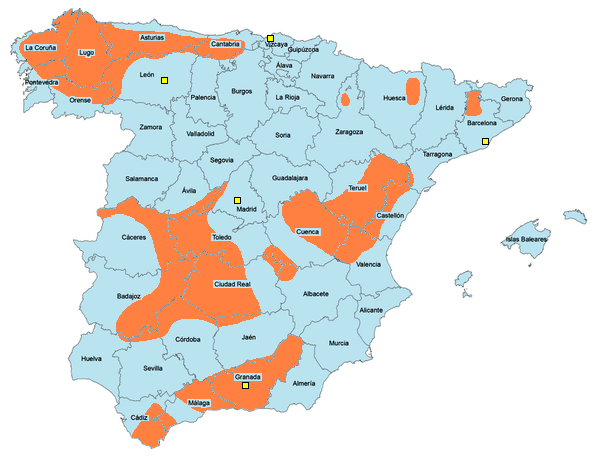
Áreas de actuación del maquis.

Durante la guerra civil y sobre todo tras la victoria franquista en 1939, los «huidos» constituyeron en diversos puntos de España movimientos guerrilleros con el ánimo de obstruir la consolidación de la dictadura de Francisco Franco y, en última instancia, derrocarla. Paralelamente, el exilio republicano en Francia se vio sorprendido por el estallido de la Segunda Guerra Mundial, y al producirse la ocupación del país galo por las fuerzas del Eje, muchos excombatientes pasaron a engrosar las filas de la resistencia francesa, considerando aquella lucha un preludio del combate para liberar España.
En el transcurso de la conflagración global y cada vez más cercana la desaparición de los estados del Eje, los republicanos españoles vieron crecer sus expectativas de una intervención aliada contra Franco. Así, se incrementaron las actividades del maquis y se lanzó en 1944 la invasión del Valle de Arán, que pese a su fracaso no hizo decaer la moral de las partidas que organizaban los anarquistas, el Partido Comunista de España y el Partido Socialista Obrero Español (PSOE). El gobierno franquista replicó con un recrudecimiento de la represión en las zonas afectadas por aquellas y la promulgación de la Ley de Bandidaje y Terrorismo.
En Asturias, la oposición articuló dos guerrillas, la comunista y la socialista, que entre 1943 y 1944 intentaron coordinar sus esfuerzos mediante el establecimiento del Comité de Milicias Antifascistas de Asturias, infructuosamente. Entretanto se formó la «brigadilla», una organización parapolicial compuesta de falangistas y agentes de la Guardia Civil que operaba contra la insurgencia del maquis en el territorio del Principado.

## La masacre
La primera versión relatando las circunstancias de la masacre fue publicada en un informe a la dirección del PSOE en el exilio, en el que se basaría El Socialista para su ejemplar del 1 de julio de 1948. En ella se exponía la detención y tortura por la «brigadilla», entre marzo y mayo de 1948, de 22 mineros asturianos que fueron finalmente arrojados vivos al pozo Funeres por su militancia socialista. Como no fallecieran todos en el acto, al cabo de unos días los miembros del grupo ejecutor regresaron con cartuchos de dinamita y gasolina, y silenciaron los gritos agónicos prendiendo fuego sobre ellos a las sustancias que traían consigo.
Las sucesivas investigaciones de los historiadores han tendido a reducir aquella cifra de 22 personas asesinadas, aunque se ha mantenido como la más reproducida por las obras que han tratado después la represión franquista. Así, Yusta Rodrigo (2008) refiere «al menos 18», y García Piñeiro (2015) cita 9:
| Erasmo Alonso Martínez         | 24/03  | Laviana                    | Comunista  |
| Fernando Carrio Martínez       | 24/03  | Laviana                    | Comunista  |
| Fermín Concheso Alonso         | 24/03  | Laviana                    | Comunista  |
| Silvino Díaz Menéndez          | 14/04  | San Martín del Rey Aurelio | Socialista |
| Jesús García Iglesias          | 14/04  | San Martín del Rey Aurelio | Socialista |
| Ceferino González Concheso     | 24/03  | Laviana                    | Comunista  |
| Antonio González García        | ~26/03 | Laviana                    | Ninguna    |
| Ramón Rodríguez Argüelles      | 13/04  | Bimenes                    | Socialista |
| Enrique Suárez Fernández       | 14/04  | San Martín del Rey Aurelio | Socialista |
| Fuente: García Piñeiro (2015). |        |                            |            |

En la reconstrucción de los hechos que practica García Piñeiro, Erasmo Alonso Martínez habría sido la primera víctima, detenido el 21 de marzo a causa de su parentesco con una enlace de la guerrilla, su madre, y un guerrillero mismo, su hermano. Al no facilitar información, fue muerto de un disparo el 24 y precipitado a la sima. Aquel mismo día serían arrestados y sufrirían ese destino al no confesar Fernando Carrio Martínez, Fermín Concheso Alonso y Ceferino González Concheso, de los cuales este último había sido en el pasado un «huido» y actuaba ahora como enlace.
Hacia el 26 de marzo era detenido y arrojado al foso Antonio González García, sin ninguna militancia pero primo de dos maquis, a quien se le ha supuesto autor de los lamentos que advirtieron los lugareños y que fueron acallados por los explosivos y la gasolina. Al mes siguiente, Ramón Rodríguez Argüelles era ejecutado y lanzado al pozo Funeres. Por último, en la jornada siguiente fueron muertos y desaparecidos –aunque no es totalmente seguro que fuera en la sima– Silvino Díaz Menéndez, Jesús García Iglesias y Enrique Suárez Fernández. García Piñeiro descarta asimismo la militancia socialista de cuatro de los ejecutados como el móvil de los victimarios, señalando en su lugar a la sospecha de que los primeros habían estado ayudando a la guerrilla comunista.

## Repercusiones
En respuesta a la masacre, el líder del maquis socialista José Mata Castro aprobó acciones de asesinato contra algunos de los responsables, pero el impacto de la misma y la percibida ineficacia de la insurgencia convenció a la ejecutiva del PSOE a evacuar a sus guerrilleros de Asturias hacia Francia y cambiar su estrategia. De esta manera, y aunque no fue la única ejecución colectiva perpetrada durante la dictadura en este periodo, sí fue la más difundida, debido a las gestiones por las que Indalecio Prieto hizo informar a las embajadas occidentales en Madrid. Así, por medio de Teodomiro Menéndez se hizo llegar a la delegación británica un informe de la matanza redactado por José Mata, del que Prieto se sirvió para denunciar al régimen ante la Organización de las Naciones Unidas.
La Federación Socialista Asturiana, Juventudes Socialistas de Asturias y la Unión General de Trabajadores realizan cada año un homenaje en el escenario del suceso, en el que desde 1976 se sitúa un monumento en conmemoración a los fallecidos, inaugurado aquel año en presencia del secretario general del PSOE Felipe González. En 2016, en el contexto del proceso judicial abierto en Argentina contra los crímenes del franquismo, la hija de una de las víctimas del pozo Funeres solicitó la exhumación de los restos mortales de su padre.